# Albergaria-a-Velha (freguesia)
A Freguesia de Albergaria-a-Velha foi uma freguesia portuguesa do Município de Albergaria-a-Velha, que tinha 29,32 km² de área e 8 528 habitantes (2011), tendo, por isso, uma densidade populacional de 290,9 hab./km².
Foi extinta em 2013, no âmbito de uma reforma administrativa nacional, tendo sido agregada à freguesia de Valmaior, para formar uma nova freguesia denominada Albergaria-a-Velha e Valmaior da qual é sede.

## População
| População da freguesia de Albergaria-a-Velha | População da freguesia de Albergaria-a-Velha | População da freguesia de Albergaria-a-Velha | População da freguesia de Albergaria-a-Velha | População da freguesia de Albergaria-a-Velha | População da freguesia de Albergaria-a-Velha | População da freguesia de Albergaria-a-Velha | População da freguesia de Albergaria-a-Velha | População da freguesia de Albergaria-a-Velha | População da freguesia de Albergaria-a-Velha | População da freguesia de Albergaria-a-Velha | População da freguesia de Albergaria-a-Velha | População da freguesia de Albergaria-a-Velha | População da freguesia de Albergaria-a-Velha | População da freguesia de Albergaria-a-Velha |
| -------------------------------------------- | -------------------------------------------- | -------------------------------------------- | -------------------------------------------- | -------------------------------------------- | -------------------------------------------- | -------------------------------------------- | -------------------------------------------- | -------------------------------------------- | -------------------------------------------- | -------------------------------------------- | -------------------------------------------- | -------------------------------------------- | -------------------------------------------- | -------------------------------------------- |
| 1864                                         | 1878                                         | 1890                                         | 1900                                         | 1911                                         | 1920                                         | 1930                                         | 1940                                         | 1950                                         | 1960                                         | 1970                                         | 1981                                         | 1991                                         | 2001                                         | 2011                                         |
| 1.948                                        | 2.518                                        | 2.667                                        | 2.918                                        | 3.023                                        | 3.011                                        | 3.353                                        | 3.681                                        | 3.914                                        | 3.885                                        | 3.640                                        | 4.930                                        | 6.074                                        | 7.421                                        | 8.528                                        |

No censo de 1864 figura como Albergaria
| Distribuição da População por Grupos Etários | Distribuição da População por Grupos Etários | Distribuição da População por Grupos Etários | Distribuição da População por Grupos Etários | Distribuição da População por Grupos Etários | Distribuição da População por Grupos Etários | Distribuição da População por Grupos Etários | Distribuição da População por Grupos Etários | Distribuição da População por Grupos Etários | Distribuição da População por Grupos Etários |
| -------------------------------------------- | -------------------------------------------- | -------------------------------------------- | -------------------------------------------- | -------------------------------------------- | -------------------------------------------- | -------------------------------------------- | -------------------------------------------- | -------------------------------------------- | -------------------------------------------- |
| Ano                                          | 0-14 Anos                                    | 15-24 Anos                                   | 25-64 Anos                                   | > 65 Anos                                    |                                              | 0-14 Anos                                    | 15-24 Anos                                   | 25-64 Anos                                   | > 65 Anos                                    |
| 2001                                         | 1 314                                        | 1 079                                        | 4 011                                        | 1 017                                        |                                              | 17,7%                                        | 14,5%                                        | 54,0%                                        | 13,7%                                        |
| 2011                                         | 1 479                                        | 925                                          | 4 876                                        | 1 248                                        |                                              | 17,3%                                        | 10,8%                                        | 57,2%                                        | 14,6%                                        |

## Lugares
Além da vila de Albergaria-a-Velha ainda faziam parte da freguesia os lugares de Assilhó, Frias de Cima, Frias de Baixo, Sobreiro e São Marcos, este último, atravessado pela auto-estrada A1 (Lisboa - Porto) e também onde se encontra o nó de ligação com a A25 (Aveiro - Vilar Formoso).
Areeiro,
Barreiro,
Biscaia,
Campinho,
Castanheira,
Cavada Nova,
Cavadas,
Frias,
Frias de Baixo,
Frias de Cima,
Salgueirinhos,
Samoqueira,
Sanheiras,
São Marcos,
Senhora da Nazaré,
Senhora do Socorro,
Sobreiro Torto,
Urgueiras,
Vale Grama,
Zona Industrial de Albergaria-A-Velha.

## Património
- Igreja Matriz - dedicada a Santa Cruz, com retábulos e altar-mor em talha dourada dos séculos XVII-XVIII
- Casa e Capela de Santo António - Século XVIII
- Casa da Fonte - Século XVIII
- Casa do Mouro - Século XVIII.
- Capela de São Sebastião - com retábulo em talha dourada do século XVII
- Capela de São Gonçalo (alterada) no Sobreiro - aqui encontramos azulejos da Fábrica da Biscaia
- Capela de São Marcos - pode-se ver alguma escultura medieval, de calcário e coimbrã.

## Património Natural
- Monte da Senhora do Socorro.

## Património Arqueológico
- Mamoas do Taco.

## Actividades Económicas
O seu desenvolvimento assenta, principalmente, no sector secundário, servido por uma área industrial de reconhecido interesse. As actividades do sector secundário mais correntes exercidas no Concelho são a fundição [Fábrica Alba], as confecções [a extinta Synfiber], metalomecânica, fabrico de equipamentos vários, transformação de madeiras, papel, fabrico e restauro de mobiliário, produção cerâmica, etc.. Estão situadas na sede do concelho empresas como Durit, Metalo-Ibérica, Alberplás, Grohe, Bimbo, etc…

## Equipamentos

### Serviços Públicos
- Paços do Concelho
- Centro de Saúde
- Correios e Telecomunicações
- Quartel da GNR
- Tribunal de Comarca
- Conservatório do Registo Civil
- Conservatória do Registo Predial
- Cartório Notarial
- Repartição de Finanças
- Instituições Bancárias
- Delegação de Segurança Social
- Centro Coordenador de Transportes
- Sede da Associação de Municípios do Carvoeiro
- Biblioteca Municipal
- Cine Teatro Municipal (parado)
- Farmácias
- Centro Social Paroquial
- Lar de idosos da Misericórdia
- Mercado Municipal
- Helipista

### Rede Escolar
Da rede pública existe aqui uma Escola do 2º Ciclo do Ensino Básico, Escola Secundária, 5 Escolas do Primeiro Ciclo do Ensino Básico e 2 Jardins de Infância.
Da rede privada o Colégio de Albergaria que abrange o 1º, 2º, 3º ciclos e secundária.
Da rede privada de solidariedade a Associação de Infância D. Teresa.

### Turismo
Possui duas pensões, dois móteis, vários cafés e restaurantes.

## Gastronomia
Na doçaria de Albergaria-a-Velha encontram-se as famosas raivas e os turcos.